# Groupe Lavoisier
Le groupe Lavoisier est une organisation australienne climato-dénialiste fondée en mars 2000 par des hommes politiques et des hommes d'affaires et composée d'entrepreneurs, ingénieurs et scientifiques à la retraite issus de l'industrie.
L'organisation n'accepte pas le consensus scientifique sur le réchauffement climatique : elle rejette la conclusion scientifique selon laquelle l'activité humaine en est la cause, désigne le réchauffement climatique comme une « arnaque » et minimise ses effets négatifs. Elle s'oppose aux politiques visant à réduire les émissions de gaz à effet de serre, à la ratification du protocole de Kyoto par l'Australie, et s'efforce d'influencer en ce sens les décideurs.
Le groupe a été nommé d'après le scientifique français Antoine Lavoisier (1743-1794).

## Histoire

### Fondation
La création du groupe s'inscrit dans le contexte de la mise en œuvre du protocole de Kyoto, signé en décembre 1997 (y compris par l'Australie) mais pas encore ratifié, et qui vise à fixer des objectifs nationaux de réduction des émissions de gaz à effet de serre (GES), responsables du réchauffement climatique.
Le groupe Lavoisier, qui s'inspire du lobby américain Cooler Heads Coalition, est fondé en mars 2000 (ou dès 1999) par les hommes d'affaires Ray Evans (en) et Hugh Morgan, tous deux liés à la Western Mining Corporation, et l'ancien ministre des Finances Peter Walsh (en). Hugh Morgan, auteur du discours d'ouverture de la conférence inaugurale du groupe en mai 2000, compare l'évaluation prospective d'un système d'échange de quotas d'émissions de GES par l'agence gouvernementale Australian Greenhouse Office à de la propagande nazie,,,.

### Discours et activités
Le groupe conteste le lien de causalité entre émissions de gaz à effet de serre (GES) et réchauffement climatique, s'oppose à la ratification du protocole de Kyoto par l'Australie (dont il affirme qu'elle anéantirait sa souveraineté nationale), alors dirigée par John Howard, combat la mise en œuvre de mesures de réduction des émissions de GES en Australie, et s'attaque particulièrement à Robert Hill (en), alors ministre de l'Environnement,,.
En novembre 2000, l'organisation invite Richard Lindzen, un climato-sceptique américain notoire, à témoigner devant le parlement australien en défaveur de la ratification du protocole de Kyoto. L'année suivante, à l'occasion de la publication du troisième rapport d'évaluation du GIEC, le lobby dénonce un rapport sans fondement scientifique et affirme que les réductions des émissions de gaz à effet de serre envisagées ne permettraient pas de nourrir la population mondiale. Il qualifie également de frauduleux le graphique en crosse de hockey de Michael E. Mann et ses coauteurs.
L'auteur Clive Hamilton, dans son livre Scorcher publié en 2007, analyse comme suit les arguments présents dans les publications promues par le groupe Lavoisier :

« – Il n'y a aucune preuve de réchauffement climatique.

– S'il y a des preuves de réchauffement climatique, cela n'est pas dû à l'activité humaine.

– Si le réchauffement climatique se produit et qu'il est dû à l'activité humaine, il ne sera pas dommageable.

– Si le réchauffement climatique se produit et qu'il est dû à l'activité humaine, et qu'il va être dommageable, alors les coûts pour l'éviter sont trop élevés, nous ne devrions donc rien faire. »

Dans un fascicule publié par le lobby en février 2006, le politologue australien Dean Jaensch relève un discours complotiste affirmant que « l'arnaque du réchauffement climatique » provient d'« un réseau de tromperies, orchestré par les défenseurs de l'environnement », qui manipulent le Groupe d'experts intergouvernemental sur l'évolution du climat (GIEC),.
Dans les années 2000, le groupe Lavoisier est l'une des principales organisations climato-dénialistes en Australie avec l'Institute of Public Affairs (en),,,.
Il est toujours actif dans les années 2010.

## Membres
En 2004, le secrétaire du groupe Ray Evans décrit ses quelque 90 membres comme une « armée de papas » composée principalement d'ingénieurs et de scientifiques à la retraite des industries minière, manufacturière et de la construction, tels que Garth Paltridge (en), Ian Plimer et Robert M. Carter (en). Le groupe compte également parmi ses membres l'homme politique Ian Castles (en).

## Financement
En 2004, les frais d'abonnement annuels sont de 50 dollars australiens et le budget annuel de 10 000 dollars.